# حمام قلعه ندوشن
حمام قلعه ندوشن مربوط به دوره قاجار است و در ندوشن، محله قلعه واقع شده و این اثر در تاریخ ۱۰ خرداد ۱۳۸۲ با شمارهٔ ثبت ۹۱۰۶ به‌عنوان یکی از آثار ملی ایران به ثبت رسیده است.